# Aristoteles Onassis
Aristoteles Socrates Onassis (Smirna, 15. siječnja 1906. – Pariz, 15. ožujka 1975.), grčki brodovlasnik. 
Bio je vlasnik najveće privatne flote na svijetu i jedan od najbogatijih. Vrlo spretan i poduzetan poslovni čovjek, došao je na glas po svojemu golemu bogatstvu, ali i po ljubavnim vezama s opernom pjevačicom Mariom Callas i udovicom američkog predsjednika Johna Kennedyja, Jacqueline, kojom se i oženio.